# Mongotsjejacha
De Mongotsjejacha of Sosnovaja (Russisch: Монгочеяха of Сосновая) is een rivier op het schiereiland Gyda in het noorden van Siberië. De rivier heeft een lengte van 339 kilometer en vormt de noordoostgrens van het Russische autonome district Jamalië (oblast Tjoemen) met de kraj Krasnojarsk en mondt uit in de Ovtsynabaai, die samen met de Jenisejbaai de monding van de Jenisej vormt.
De rivier wordt vooral gevoed door sneeuw en regen. De rivier is bevroren van begin oktober tot de tweede helft van juni. In de benedenloop van de rivier komt de vissoort omoel voor.